# منوس (نظام التشغيل)
منوس (بالروسية: МобильНая Операционная Система) (МНОС) هو نظام تشغيل مشابه لـ يونكس طُوِّرَ في الاتحاد السوفيتي.

## ملخص
اُشتق النظام من الإصدار يونكس 6، ثم عُدل بشكل كبير لدمج العديد من ميزات توزيعة برمجيات بيركلي معه. تمتع النظام بشعبية كبيرة في الاتحاد السوفيتي ودول الكتلة الشرقية الأخرى بالفترة بين عامي (1983 - 1986)؛ نظرًا لصغر حجمه وأدائه الأسرع من أنظمة البدائل الأخرى من الإصدار 7 يونكس.
بدأ تطويره في مقر IPK مينافتوبروما في موسكو في عام 1981، وذلك بالتعاون مع المعاهد الأخرى، بما في ذلك معهد كورتشاتوف. لاحقًا دُمج تدريجيًا منوس وبديله (ديموس) من الإصدار 1.x، بالفترة بين عامي (1986 - 1990) مما أدى إلى تطوير نظام تشغيل مشترك،ديموس نسخة 2.X.أصبح منوس أول إصدار ثنائي اللغة بالكامل من يونكس، واستخدم مجموعة أحرف نصية سيريلية ذات 8 بت، رمز U، والذي  استبدل لاحقًا لصالح KOI-8 في عملية الدمج مع نظام التشغيل الموحد للمحادثات (ديموس).
أصل مؤهل الإصدار RL هو (بالإنجليزية: Rabochaya Loshadka)‏ (الحصان العامل)